# کانکا
کانکا (انگلیسی: Kaneka) شرکت صنایع شیمیایی ژاپنی است، که در سال ۱۹۴۹ تأسیس شد.